# 先证者
先证者（proband）是某个家族中首个确诊患某遗传病、或拥有某种性状的成员，通常由医生或遗传研究者在开展家系调查时确定。在遗传图谱中，先证者常用相应阴影的正方形（男性）或圆形（女性）来标记。
在大多数情况下，先证者是第一个因遗传性疾病寻求医疗帮助的受影响家庭成员，也即第一个被确证的(先证)。 在先证者的祖先中，其他受试者可能表现出该疾病，但先证者通常指的是寻求医疗救助或正在接受研究的成员，即使受影响的祖先是已知的。通常，由于缺乏有关这些人或他们生活时的疾病的信息，受影响的祖先往往是未知的。其他祖先可能由于外显率不完全或表达率变化而未被诊断。
先证者的诊断提高了先证者亲属的患病的后验概率，其中一些人可能被诊断患有相同的疾病。按照惯例，在绘制谱系图时，可以从发现疾病的第一代祖先（父母、祖父母）而不是第一个确诊者中选择先证者。